# Australia's Next Top Model
Australia's Next Top Model es un reality show australiano basado en el programa creado por Tyra Banks, America's Next Top Model. Es producido por Granada Productions y emitido por la cadena televisiva en Australia, de FOX8.
La competencia es presentada por la Australiana Miss Universo 2004 Jennifer Hawkins, quien además forma parte del panel de jueces del programa. El Ciclo 10 es el ciclo más reciente, estrenado el 20 de septiembre de 2016.

## Reseña
La base de todas las versiones del programa está conformada por un grupo de jóvenes aspirantes a modelo que conviven en la misma casa durante una determinada cantidad de semana al mismo tiempo que forman parte de distintos desafíos y pruebas, photoshoots y encuentros con distintas figuras de la industria del modelaje. Normalmente, la concursante con el peor desempeño de cada semana es eliminada, y así es la dinámica de la competencia hasta que la última concursante que no fue eliminada es coronada como «Australia's Next Top Model» un contrato con una agencia de modelaje y una serie de otros premios.

## Formato del Show
Cada episodio de Top Model cubre todas las actividades realizadas durante una semana en tiempo real (aunque una vez llegado al destino internacional quizás el tiempo es menor), y está compuesto de un desafío, un photoshoot y/o un comercial, las críticas a al trabajo de cada participante en el panel de jueces, liderado por Jennifer Hawkins), y la eliminación de alguna de las modelos.

### Jueces
En el Ciclo 6, el panel de jueces incluye a la famosa modelo y personalidad reconocida de TV Charlotte Dawson, el fotógrafo de moda Jez Smith y al diseñador Alex Perry. En los ciclos anteriores el grupo de jueces estuvo conformado por la modelo Erika Heynatz, la directora de la revista Harper's Bazaar Marguerite Kramer, el estilista de celebridades Ken Thompson, la productora de modas Victoria Fisher, el fotógrafo de moda Georges Antoni y el glamoroso modelo convertido en diseñador Jodhi Meares. El estilista Jonathan Pease, ocupa el lugar de Jay Manuel en la versión americana del show, dirigiendo cada photoshoot. Usualmente, un juez adicional es invitado al panel cada semana.

### Requisitos
Comenzando por el Ciclo 3, las concursantes deben tener entre 16 y 23 años al momento del show. En los primeros dos ciclos, las participantes debían tener como mínimo, 18 años. Pero luego, se bajó el límite de edad ya que los productores expresaron que varias famosas modelos comenzaron su carrera a una temprana edad. En el Ciclo 5, las tres finalistas tenían 16 años al momento de las filmaciones. Quienes audicionen deben tener por lo menos 172 cm o 5'8" de altura. Ciclos atrás en el show, las participantes pesaban menos de 60 kg. Es muy fácil para las concursantes cumplir con este último requisito, ya que en Australia no son muy comunes las modelos de talla grande, y la mayoría de los diseñadores locales (y en algunos casos internacionales) requieren modelos con esta masa corporal para el número de talles utilizados en Australia. Igualmente, en la actualidad no hay restricciones de peso.

### Diferencias entre ANTM y AusNTM
AusNTM comparte el mismo formato con su colega americano, pero aun así hay algunas diferencias. Los photoshoots en AusNTM se consideran más relevantes dentro del mundo la moda y no son una forma de entretenimiento como en la versión americana. Además, aunque el show contiene bastante drama, es considerado más real en términos de los problemas más comunes en el modelaje. En la final de America's Next Top Model las dos finalistas se enfrentan en un desfile a cargo de un diseñador y la ganadora es elegida en el panel de jueces. Pero en Australia's Next Top Model, las participantes son enviadas a go-sees con el fin de intentar obtener trabajos internacionales y con diseñadores locales en el Australia's Fashion Week. Desde el ciclo 3, las finalistas compiten en un desfile frente a una audiencia en vivo y en directo en Sídney antes de que la ganadora sea revelada ese mismo día al aire. Los jueces, patrocinadores y personas de la industria votan por la ganadora, junto con los televidentes de Australia que lo hacen a través de votos telefónicos, contribuyendo con un 15% tal puntaje total.

### Apariciones especiales
En el primer Ciclo, Blair McDonough, un participante de Big Brother: Australia  y actor de Neighbour, realiza una aparición durante un desafío de actuación. En el Ciclo 2, Beau Brady de Home and Away, disfrazado de fotógrafo, pone a prueba las habilidades al posar de cada una, sin que lo sepan. Ian Thorpe también ha aparecido en reiteradas ocasiones.

### Concursantes Exitosas Post-AusNTM
- Gemma Sanderson: se encuentra trabajando para Chic Management, Ice Models, Beatrice International Models y Storm Model Management. Gemma apareció en la portada de la Revista Escape y en producciones para revistas Elle (Italia), Silhouette (Italia), Cleo, Grazia(UK), Zest y Next. Ha desfilado para Myer, Tim O'Connor, Vasiliki y Allana Hill entre otros.
- Alice Burdeu: ha trabajado para Priscilla's Model Management, Elite Model Management Nueva York, Models 1 (Londres), Why Not Model Agency (Milán), Marilyn Agency (París), Traffic Models (España) y Mannequin Studio (Singapur). Ha sido además el rostro comercial de Napoleon Perdis, Melbourne "Green With Envy", D&G, Blumarine y Mondial Jewellers. Alice ha conseguido además la credencial que la habilita para los 4 fashion weeks más importantes a nivel mundial, y hasta la fecha, ha participado en 68 desfiles en tan sólo dos temporadas. Alice realizó algunas apariciones en revistas de renombre mundial, así como Verse Magazine EUA, Style Singapore, Vogue Australia, Elle UK, y muchas más.
- Aleyna FitzGerald: ha recogido sus premios y ha firmado con Priscilla's Model Management. También ha firmado con DNA Model Management en Nueva York, D'Management Group en Milán, Premier Model Management en Londres, View Management en Barcelona, Marilyn Agency, Silent Models y Ford Models en París. Ha modelado para Balmain, Nordstrom, Ralph Lauren, R. M. Williams, Napoleon Perdis, Zara, Fendi, Yves Saint Laurent, Mango, Alex Perry, Asilio The Label, Anteprima Italia, Ever New, Oscar De La Renta Fall 2019, Cue Clothing Co FW19, Incu Clothing, C/Meo Collective, Venroy Summer 2020, Camilla y Marc Otoño 2020, Oroton Primavera 2020, Sass & Bide SF20, Hansen & Gretel AU Otoño 2020, Luxe Deluxe Invierno 2020, Aje. Ropa, Bassike invierno 2020, Romance was born pre-fall 2020, Amber Sceats, Ash Global SS21, Christopher Esber pre-fall 2021, Veronika Maine invierno 2021, Arc'teryx veilance US SS22, Frame Store verano 2022, Max Mara FW22, Helmut Lang Resort 22.23, Oscar de la Renta pre-fall 2023, Anine Bing verano 2023, Emporio Armani FW23.24, Joseph Altuzarra SS24, y apareció en portadas de revistas y editoriales para Elle, Harper's Bazaar, Marie Claire, Vogue, Russh, Inprint, 10 Magazine #12 FW18, Vogue Taiwan agosto de 2018, InStyle octubre de 2019, Elle US noviembre de 2019, Make UK #12 de diciembre de 2019, Elle Indonesia marzo de 2020, Vogue París julio de 2020, T Singapur septiembre de 2020, Her World Singapur noviembre de 2020, The Edition Italia noviembre de 2020, Badlands Journal febrero de 2021, Jane #9 de abril de 2021, Vogue Singapur septiembre de 2022, CR Fashion Book US septiembre de 2022, Love Want #32 marzo de 2024. FitzGerald ha participado en muchos desfiles de moda, incluyendo Yves Saint Laurent, Valentino, Dior, Chanel, Marc Jacobs, Tadashi Shoji, Blumarine, Giorgio Armani, Balmain, Zimmermann, Emporio Armani, Ermanno Scervino, Dolce & Gabbana, Elie Saab, Giambattista Valli, David Jones, Christopher John Rogers, Ralph Lauren, Tory Burch, Brandon Maxwell, Jonathan Simkhai, Zero + Maria Cornejo, Anteprima, Brock Collection, Sally LaPointe, Sacai FW17, Rodarte FW17, Victoria Beckham SS18, Jill Stuart SS18, Marchesa SS18, Margaret Howell SS18, Preen by Thornton Bregazzi SS18, Aquilano Rimondi SS18, Joseph Altuzarra SS18, GCDS TC18, Moncler Gamme TC18, Esteban Cortázar FW18, David Koma FW18, Hussein Chalayan FW18, Moschino FW18, John Galliano FW18, Kate Spade Nueva York FW19, Khaite FW19, Zadig & Voltaire FW19, Brognano FW19, Johanna Ortiz Resort 2020, Mark Gong SS20, Elie Tahari SS20, Son Jung Wan SS20, Staud SS20, Chocheng SS20, Ulla Johnson FW20, Carolina Herrera FW20, Veronica Beard FW20, Theory Fall 2020, Kenzo Otoño 2020, Maje Otoño 2020, Alberta Ferretti SS23, Maryam Nassir Zadeh SS23, Filosofía di Lorenzo Serafini SS23, Rochas SS23, Givenchy SS23, Mônot Primavera 2023, Helmut Lang FW23, Anna Sui FW24, Tommy Hilfiger FW24, Oscar de la Renta Pre-Primavera 2025.

## Controversia
Luego de una brecha en su contrato por su aparición en la serie It Takes Two de Channel Seven, Erika Heynatz fue reemplazada como presentadora por la diseñadora Jodhi Meares.
Meares siempre fue analizada por su total falta de participación en el show. Durante la final en vivo y en directo del Ciclo 3, Meares cometió una cantidad de errores vergonzosos que terminan por empañar su imagen y poner en duda su capacidad como presentadora. La situación se agravó aún más luego de despojarse de algunas responsabilidades horas antes de comenzado el Ciclo 4. La cantidad de comentarios negativos recibidos de colegas y de fanes del show, logran por terminar con su papel como presentadora, dejando espacio a Sarah Murdoch, quien se mantiene al mando de la competencia hasta el día de hoy.
En el Ciclo 4, Demelza Reveley, líder el grupo autodenominado "Las más perras", gana la competencia generando miles de comentarios negativos con respecto a su victoria. En un episodio, Reveley logró quebrar a Alamela Rowan, de 17 años, en llanto, luego de lastimarle la cabeza con bombazos de agua. Rowan, quien termina por ser traumada luego de todas las bromas y burlas recibidas durante su estadía en la competencia, no se asombra en absoluto al recibir un pedido de disculpas de parte de Demelza.
Para agrandar el problema, la editora de la revista Vogue Australia, Kirstie Clements y la modelo y juez, Charlotte Dawson, ambas prefieren a Alexandra Girdwood por sobre Demelza Reveley, debido a los problemas actitudinales de esta última. La decisión estuvo muy cerrada en la final por parte de los jueces. Fue por eso que la decisión final la tomó el público, eligiendo a Demelza como la ganadora de ese ciclo.
Después del Ciclo 5, la subcampeona Cassi Van Den Dungen hizo una serie de comentarios muy controversiales. Las agencias de modelos Priscila's Model Management en Australia y Elite Model Management en Nueva York, le ofrecieron un contrato de trabajo (uno de ellos valuado en dos millones de dólares), pero Van Den Dungen rechazó ambos y abandonó el modelaje para poder permanecer en Sunbury junto a su novio albañil, Brad Saul, provocando una reacción violenta por parte del público, así como también en los jueces Alex Perry y Charlotte Dawson, quienes habían avalado Cassi en el programa y la motivaron en el modelaje. Más tarde, para sorpresa de muchos, se anunció que Cassi firmaría un contrato con IMG en París y desfilaría para varios diseñadores durante la Semana de la moda de dicha ciudad, en marzo de 2010. Cassi viajó a París acompañada de Sail, pero se marchó después de insultar a los agentes franceses y refiriéndose a ellos como "chupa caracoles" y "comedores de ranas" en su página personal de Facebook. Saul añadió comentarios, algunos de ellos en tono de discriminación racial, causando aún mayores prejuicios en la pareja.
Ciclo 6: Final en vivo. Por primera vez, los televidentes votaron aportando el 100% de decisión al momento de elegir a la ganadora. En un principio, Sarah Murdoch anunció a Kelsey Martinovich como la ganadora de Australia's Next Top Model. Momentos después, y luego de que Martinovich realizara su discurso de agradecimiento, Murdoch acabó con los festejos y anunció que Amanda Ware era la verdadera ganadora del Ciclo 6. Avergonzada, Murdoch se disculpó varias veces con Martinovich y con el público, señalando que el resultado final fue leído mal. Como compensación por el error, Foxtel otorga a Martinovich un premio en efectivo de AU$ 25,000 un viaje con gastos incluidos a Nueva York para reunirse con agentes de Elite Model Management. Por su parte, la revista Harper's Bazaar decidió lanzar a la venta la edición de noviembre con ambas portadas, la de Amanda, y la de Kelsey.

## Recepción
El show ha sido un gran éxito de audiencias en Australia recibiendo una de las calificaciones más altas en la historia televisiva de ese país.

## Temporadas
| Temporada | Estreno                  | Ganadora           | Finalista            | Otras Competidoras (en orden de eliminación) | Número de Participantes | Destino Internacional |
| --------- | ------------------------ | ------------------ | -------------------- | --- | ----------------------- | --------------------- |
| 1         | 11 de enero de 2005      | Gemma Sanderson    | Chloe Wilson         | Naomi Thompson, Nicole Fraser, Atong Tulba Mulual, Allana Ridge (abandona), Zoe McDonald, Simmone Duckmanton, Samantha Morley, Shannon McGuire                                                                                          | 10                      | Melbourne             |
| 2         | 4 de enero de 2006       | Eboni Stocks       | Jessica French       | Sasha Greenoff, Natalie Guiffre, Rebecca Pian, Sophie Miller, Sarah Lawrence, Hiranthi Warusevitane, Caroline Mouflard (abandona), Lara Cameron, Louise Van Brussel, Madeleine Rose, Simone Viljoen                                     | 12                      | No hubo               |
| 3         | 27 de marzo de 2007      | Alice Burdeu       | Stephanie Hart       | Jaimi Smith (abandona), Cobi Marsh, Cassandra Hughes, Kara-Lee Taylor, Stephanie Flockhart, Jane Williamson, Sophie Wittingslow, Danica Brown, Paloma Rodríguez, Anika Salerno, Jordan Loukas                                           | 13                      | Los Ángeles           |
| 4         | 28 de abril de 2008      | Demelza Reveley    | Alexandra Girdwood   | Kamila Markowska, Kristy Coulcher, Emma O’Sullivan, Belinda Hodge, Alamela Rowan, Leiden Kronemberger, Jamie Lee, Rebecca Jobson, Alyce Crawford, Caris Eves, Samantha Downie                                                           | 13                      | Fiyi Nueva York       |
| 5         | 28 de abril de 2009      | Tahnee Atkinson    | Cassi Van Den Dungen | Laura Tyrie, Leah Johnson, Georgie Kidman, Mikarla Hussey, Eloise Hoile, Madison Wall, Laura Mitchell, Lola Van Vorst, Franky Okpara, Adele Thiel, Clare Venema                                                                         | 13                      | Londres               |
| 6         | 20 de julio de 2010      | Amanda Ware        | Kelsey Martinovich   | Claire Smith, Ashlea Monigatti, Sally Geach, Alison Boxer, Megan Jacob, Ashton Flutey, Chantal Croccolo, Kimberly Thrupp, Brittney Dudley, Joanna Broomfield, Kathryn Lyons, Jessica Moloney, Sophie Van Den Akker                      | 15                      | Melbourne Tokio       |
| 7         | 8 de agosto de 2011      | Montana Cox        | Liz Braithwaite      | Cassy Phillips-Sainsbury, Tayah Lee-Traub, Annaliese McCann & Alissandra Moone, Neo Yukuac & Caroline Austin, Yolanda Hodgson, Jess Bush & Amelia Coutts, Madeline Huet, Izzy Vesey & Hazel O'Connell, Rachel Ridell, Simone Holtznagel | 16                      | París Dubái           |
| 8         | 9 de julio de 2013       | Melissa Juratowich | Shanali Martin       | Chanique Greyling, Taylor Henley, Rihannon Bradshaw, April Harvey, Brooke Hogan, Taylah Roberts (descalificada), Madeline Cowe, Ashley Pogmore, Shannon Richardson, Dajana Bogojevic, Jade Collins, Abbie Weir, Duckie Thot             | 15                      | Bangkok Port Louis    |
| 9         | 30 de abril de 2015      | Brittany Beattie   | Lucy Markovic        | Kaitlyn Bennett, Cassie Hargrave, Ayieda Malou, Phoebe Deskovic, Zahra Thalari, Tanahya Cohen, Izi Simundic, Jordan Burridge, Lauren Ericson, Jess Thomas, Alex Sinadinovic                                                             | 13                      | Nueva York            |
| 10        | 20 de septiembre de 2016 | Aleyna FitzGerald  | Sabine Jamieson      | Sofie Baric, Laura Taaffe, Summer Kane, Jordan Simek, Jessie Andrewartha, Christy Baker, Vitoria Triboni, Belinda Kosorok, Kassidy Ure, Linnea Stevens-Jones, Daisy Davies                                                              | 13                      | Milán                 |

- El Ciclo 2 comenzó con doce concursantes en el primer episodio. Una concursante número trece fue incorporada al grupo luego de que una concursante original fuera eliminada antes de la primera eliminación oficial, fuera del panel de jueces.
- El Ciclo 2 se mantuvo en Sídney durante todo el ciclo. Sólo un episodio (el llamado "Getting Back To Basics") contó con un viaje a unos 125-150 kilómetros en las afueras de Sídney.
- El Ciclo 3 originalmente tuvo doce participantes. Otra concursante fue incorporada al grupo (luego de la eliminación oficial) cuando una concursante abandona la competencia antes de la eliminación oficial del primer episodio.
- El Ciclo 7 comenzó con veinte concursantes que participaron de la primera eliminación oficial y de la primera sesión fotográfica, pero Sarah Murdoch anuncia que sólo dieciséis serían las concursantes que darían comienzo a la verdadera competencia.